# Знаєвський Микола Іванович
Мико́ла Іва́нович Знає́вський — хірург, заслужений лікар України.
Кавалер ордена «За заслуги» III ступеня (2020).

## Життєпис
1986 року закінчив Київський медичний інститут імені О. О. Богомольця.
Хірург вищої категорії, заслужений лікар України, директор Київської міської клінічної лікарні №6 («Медмістечко»). Асистент кафедри загальної та невідкладної хірургії НМАПО імені П. Л. Шупика.
Є автором понад 50 наукових праць.
Серед робіт:
- «Застосування аплікаційного сорбенту „Метроцефасил“ для профілактики нагноєння післяопераційної рани при гострому розповсюдженому перитоніті», 2006, співавтори Біляєва О. О., Нешта В. В., Процюк Р. Р., Радзіховський А. П., Сюта Л. О.
- «Шовно-клейові методи формування кишкових астомозів», співавтори А. П. Радзіховський, А. В. Соломко, 2015.

Серед патентів:
- «Пристрій для ретракції та протекції абдомінальної лапаротомної рани» 2010, співавтори Колесников Євген Борисович, Крижевський Вадим Віталійович, Жураковський Артем Михайлович, Бурковський Андрій Євгенович, Мироненко Олександр Іванович, Мирошниченко Ганна Петрівна, Радзіховський Анатолій Павлович.